# Óscar Bonilla (militar)
Óscar Bonilla Bradanovic (Iquique, 24 de diciembre de 1918-Curicó, 3 de marzo de 1975) fue un militar y político chileno de ascendencia croata. Se desempeñó como ministro del Interior y de Defensa Nacional durante la dictadura militar, presidida por el general Augusto Pinochet.

## Vida personal
Nació en la comuna chilena de Iquique el 24 de diciembre de 1918. Su hermano Tomás, de profesión abogado, actuó desde 1948 como juez de policía local. Por otra parte, fue escritor, siendo una de sus obras más destacadas La Gran Guerra Mapuche: 1541-1883. En Iquique, el 28 de febrero de 1989, fue inaugurado un monumento a su memoria, ubicado en la esquina de la calle bautizada con su nombre, a la altura de su intersección con la avenida Arturo Prat, en plena terraza del restaurante "La Mulata".
Estuvo casado desde 1946 con Mary Teresa Menchaca Salgado, con quien tuvo tres hijos; Jorge Enrique, Óscar Guillermo (agricultor, candidato a senador de la UCC por la región del Maule en 1993, además de concejal de Yerbas Buenas en el periodo 2008-2012, por la UDI) y Jorge Eduardo (diplomático, cónsul en Italia (1984-1987), en Los Ángeles (1988-1989), cónsul general en Madrid (1999-2004), en Mendoza (2006-2011), embajador en Jamaica desde 2012 y, candidato de la Unión Demócrata Independiente (UDI) a concejal por Lo Barnechea en 2021).

## Carrera militar
Era oficial de infantería, y fue comandante del Regimiento de Infantería N.º 5 "Carampangue", en Iquique. Estudió en Fort Benning, Estados Unidos, asumiendo luego como oficial del Estado Mayor y profesor militar.[cita requerida]
Fue jefe de la Casa Militar y edecán del presidente de la República Eduardo Frei Montalva, entre 1966 y 1968. En 1968 fue enviado como agregado militar a España, y fue reemplazado por Sergio Arellano Stark. En 1973 fue uno de los dos generales, junto con Arellano, que se negaron a renunciar por orden del nuevo comandante en jefe Augusto Pinochet. Para ese entonces era general de División y director de Logística del Ejército.
Fue uno de los principales conspiradores en el Ejército para realizar un golpe de Estado al presidente Salvador Allende, participando en su planificación y ejecución, el 11 de septiembre de 1973, desde el Regimiento de Telecomunicaciones en Peñalolén. Tras el derrocamiento de Allende, asumió como ministro de Interior del nuevo régimen, cargo que mantuvo hasta el 11 de julio de 1974, cuando fue nombrado ministro de Defensa Nacional.

## Oposición a Pinochet
Según informaciones desclasificadas en Estados Unidos a través de la Freedom of Information Act (FOIA), se señala que el general Bonilla intervenía en temas complejos. En la sentencia por los crímenes de los ciudadanos estadounidenses Edmund Horman Lazar y de Frank Randall Teruggi, en septiembre de 1973 —ambos prisioneros en el Estadio Nacional— se detalla que Bonilla ordenó a su secretario concurrir en cuatro oportunidades al Instituto Médico Legal con la orden de dar con el paradero de las personas desaparecidas cuando la política de Estado era completamente opuesta a esos esfuerzos. Medios internacionales, como The New York Times, lo definían como "el líder de los liberales al interior de la Junta Militar" y tenía llegada con los grupos vulnerables. Culto y con carisma, su nombre se extendía como una sombra sobre Pinochet.

## Fallecimiento
Murió en un accidente aéreo el 3 de marzo de 1975 a los 56 años, cuando el helicóptero que lo traía a Santiago cayó poco después de despegar.

Tomé mi helicóptero con mi ayudante y me trasladé a la Escuela de Ingenieros Militares de Tejas Verdes. Le dije a su comandante, el coronel Manuel Contreras, que quería visitar los calabozos. Titubeó, pero tuvo que llevarme. En mi recorrido me encontré con hombres que estaban tendidos boca abajo en el suelo, otros desnudos y amarrados, algunos colgados de los brazos y con su cuerpo en el aire. Se podía percibir que habían sido golpeados o torturados. Cuando comprobé que la realidad era más horrible de lo que me habían dicho, llamé al subcomandante y le comuniqué que él asumía el mando y que el coronel quedaba arrestado para someterlo a proceso.
General Óscar Bonilla.

Planteó su oposición al director de la Dirección de Inteligencia Nacional (DINA), Manuel Contreras, para poco después morir en el extraño accidente. Los técnicos enviados por la empresa francesa fabricante de los helicópteros también murieron en extrañas circunstancias.
El hijo menor del exministro del Interior y de Defensa Óscar Bonilla presentó una querella en 2019 para intentar dilucidar si la muerte de su padre, fue un accidente, como reza la versión oficial, o un atentado digitado por el régimen que dirigía Augusto Pinochet.

## Homenajes
Póstumamente se le rinde homenaje con una serie de calles, avenidas y poblaciones a lo largo de todo Chile, en ciudades como Santiago, Iquique, Concepción, Chillán, Padre Hurtado, Isla de Maipo, Cañete, Talagante, Pudahuel, Linares, Angol, Curanilahue y Antofagasta, entre otras.